# DJ Qualls
Donald Joseph Qualls (Nashville, 10 de junho de 1978), mais conhecido DJ Qualls, é um ator, produtor e modelo americano.

## Biografia
Qualls cresceu em Manchester (Tennessee), sendo um de cinco filhos. Quando tinha 14 anos de idade, foi diagnosticado com linfoma de Hodgkin, uma espécie de câncer. Depois de dois anos de cirurgias (incluindo a remoção do baço), quimioterapia e radioterapia, seu câncer foi considerado curado, sendo sua saúde qualificada como estável. Ainda quando adolescente, foi para o Camp Horizon, onde virou um conselheiro trabalhando como voluntário, passando a ser uma distração para si mesmo. Desde então, ele tem lutado para o avanço nas pesquisas contra o câncer. Depois de se formar pela Coffee County Central High School, em 1992, estudou língua inglesa e literatura. Três anos depois, de volta ao Tennessee, trabalhou como paraprofissional, para depois, em 1997, iniciar o curso de teatro na Belmont University, de Nashville. Em uma peça local, foi descoberto por David LaChapelle e virou modelo para Prada e Calvin Klein.

## Carreira
Participou de um extra do filme Against the Wall, em 1994. Ganhou um pequeno papel, de Jason, na minissérie Mama Flora's Family (1998), enquanto participava, de graça, da comunidade teatral local. Ao ganhar um papel relevante no filme Road Trip (2000), foi convidado em um escritório de Atlanta a conhecer Ivan Reitman, na Califórnia. Em Road Trip, Qualls fez o papel de um virgem tímido, chamado Kyle Edwards.
Depois do trabalho que lhe rendeu certo reconhecimento, Qualls voltou a ser modelo para Prada e Calvin Klein, voltando a ser fotografado por David LaChapelle. Em 2000, participou do filme Cherry Falls, interpretando Wally, outro virgem. No ano seguinte, fez o papel de Neil Lawrence em Chasing Holden. A partir de 2002, teve participações em vários filmes e algumas séries, com destaque para o personagem Josh em My Students, episódio da série Scrubs. Ainda na televisão, participou de várias séries importantes como Monk, Criminal Minds, Law & Order: Criminal Intent, CSI, My Name Is Earl, Supernatural, The Big Bang Theory e The Man In The High Castle. Na série Lost, ganhou bastante destaque da mídia ao interpretar o amigo de Hugo "Hurley" Reyes (Jorge Garcia), antes desse cair na ilha em um desastre aéreo.
Em entrevisa a Conan O’Brien, DJ deixou claro que vive uma vida simples e proveitosa, não se importando com os problemas que teve no passado. Também disse que adora viajar pelo mundo. Qualls também é creditado em alguns vídeo-clipes musicais, como em Boys de Britney Spears e I´m Just a Kid da banda Simple Plan.

## Vida pessoal
Em janeiro de 2020, Qualls se assumiu gay em sua conta no X (antigo Twitter), afirmando que estava "cansado de me preocupar com o que isso faria com minha carreira", após anunciá-lo em um show de Jim Jefferies em San Diego. Antes disso, ele havia feito referência à sua sexualidade no The Late Late Show with Craig Ferguson no início de 2010.
Qualls revelou em maio de 2024 que está atualmente em um relacionamento com o ator de Supernatural Ty Olsson, e que os dois estão noivos.

## Filmografia
Cinema e filmes feitos para televisão somente (TV):
- Último Dia de Verão (2010) .... Joe
- Dark as Day (2008) (pós-produção) .... Jimmy
- All About Steve (2008) (pós-produção) .... Howard
- Familiar Strangers (2007) .... Kenny Worthington
- Delta Farce (2007) .... Everett
- I'm Reed Fish (2006) .... Andrew
- Little Athens (2005) .... Corey
- Ritmo de um Sonho (2005) .... Shelby
- The Core (2003) .... Theodore Donald 'Rat' Finch
- Novo no Pedaço (2002) .... Dizzy Harrison / Gil Harris
- Lone Star State of Mind (2002) .... Junior
- Big Trouble (2002) .... Andrew
- Comic Book Villains (2002) .... Archie
- Chasing Holden (2001) .... Neil Lawrence
- Cherry Falls (2000) .... Wally
- Road Trip (2000) .... Kyle Edwards

Séries de televisão:
- The Man In The High Castle (2015-2019).... Ed McCarthy
- Z Nation (2014–2019) .... Simon Cruller "Cidadão Z"
- Supernatural (2011/2014) .... Garth
- Legit (2013--2014) .... Billy Nugent
- Memphis Beat (2010) .... Davey Sutton
- Breaking Bad (2009) .... Getz
- The Big Bang Theory (2008) .... Toby Loobenfeld
- Numb3rs (2007) .... Anthony Braxton
- My Name Is Earl (2007) .... Ray-ray
- CSI: Crime Scene Investigation (2006) .... Henry Briney
- Monk (2006) .... Rufus
- Law & Order: Criminal Intent (2005) .... Robbie Boatman
- Lost (2005) .... Johnny
- Criminal Minds (2005) .... Richard Slessman
- Scrubs (2002) .... Josh
- Mama Flora's Family (1998) .... Jason